# Dwale (Kentucky)
Dwale es un lugar designado por el censo ubicado en el condado de Floyd en el estado estadounidense de Kentucky. En el Censo de 2010 tenía una población de 329 habitantes y una densidad poblacional de 188,75 personas por km².

## Geografía
Dwale se encuentra ubicado en las coordenadas 37°37′36″N 82°43′53″O / 37.62667, -82.73139. Según la Oficina del Censo de los Estados Unidos, Dwale tiene una superficie total de 1.74 km², de la cual 1.7 km² corresponden a tierra firme y (2.53%) 0.04 km² es agua.

## Demografía
Según el censo de 2010, había 329 personas residiendo en Dwale. La densidad de población era de 188,75 hab./km². De los 329 habitantes, Dwale estaba compuesto por el 94.83% blancos, el 0.61% eran afroamericanos, el 0.3% eran amerindios, el 2.74% eran asiáticos, el 0% eran isleños del Pacífico, el 0.3% eran de otras razas y el 1.22% pertenecían a dos o más razas. Del total de la población el 0.3% eran hispanos o latinos de cualquier raza.